# Amstelveen
Amstelveen (anhörenⓘ) ist eine Gemeinde in der niederländischen Provinz Nordholland. Ihre Einwohnerzahl beträgt 95.862 (Stand 1. Januar 2025). Die Gemeinde hieß bis 1964 Nieuwer-Amstel. Zu Amstelveen gehört auch ein kleiner Teil von Ouderkerk aan de Amstel.

## Geschichte
Bis 1964 hieß die Gemeinde Nieuwer-Amstel. Das Amstelland wurde im Mittelalter in Ouder-Amstel, (östlich der Amstel) und Nieuwer Amstel, westlich der Amstel aufgeteilt. In dem Torfabbaugebiet westlich der Amstel entstand Amstelveen. Im 17. und 18. Jahrhundert siedelten sich viele wohlhabende Amsterdamer Bürger, auf der Suche nach Ruhe, dort an. Amstelveen war in dieser Zeit auch eine Ambachtsherrlichkeit, welche von der Stadt Amsterdam an verschiedene Herrscher und Patrizier verliehen wurde. Unter anderem waren Cornelis de Graeff und Johann van Waveren Hudde Ambachtsherren von Amstelveen. Die Grenze zwischen Nieuwer-Amstel und Amsterdam verlief noch südlich der Buitensingelgracht, etwa an der heutigen Van Baerlestraat und Ceintuurbaan. Am Amsteldeich nahe der Amsterdamse Tolstraat steht noch das ehemalige Gemeindehaus von Nieuwer-Amstel, erbaut 1890. Nach der Eingemeindung des nördlichen Gemeindeteils nach Amsterdam wurde hier das Amsterdamer Gemeindearchiv eingerichtet.
In den Jahren 1896 und 1921 verleibte sich Amsterdam den dichtbevölkerten nördlichen Teil der Gemeinde ein, Nieuwer-Amstel wurde dadurch auf das alte Kerndorf reduziert. Die Gemeindegrenze lag nun an der Kalfjeslaan. Für wohlhabende Amsterdamer hatte es trotzdem nichts von seiner Anziehungskraft verloren. Sichtbar ist dies in den ab 1930 im Nordwesten angelegten vornehmen Wohngebieten. Auf Grund dieser Wohnviertel genießt heute Amstelveen noch den Ruf, Schlafstadt für Wohlhabende zu sein.
Nach dem Zweiten Weltkrieg wurde Amstelveen Auffanggemeinde und offiziell Teil der Wohngemeinde Schiphol. Neue Wohngebiete wurden sehr schnell angelegt, Amstelveen war in den 1960er Jahren die am schnellsten wachsende Stadt der Niederlande. Trotz des schnellen Wachstums legte man viel Wert auf Wohnqualität und umfangreiche Grünanlagen. 1964 erhielt die mittlerweile zu einer Vorstadt gewachsene Gemeinde den Namen des ehemaligen Dorfes Amstelveen.
Seit Ende der 1990er Jahre hat sich das Wachstum verlangsamt, und es sind auch keine größere Neubaugebiet mehr geplant. In dem südwestlich gelegenen Wohnviertel Westwijk sollen im Südwesten noch 800, und im Südosten noch 700 Wohnungen gebaut werden. Um die Bedürfnisse der schnell wachsenden Bevölkerung zu befriedigen, wurde ein neues Zentrum gebaut, das Stadshart Amstelveen. Hier sind neben über 260 Geschäften auch die Zentrale Bibliothek, andere kulturelle Einrichtungen, Verwaltungsgebäude und gastronomische Betriebe angesiedelt worden.
2003 wurde Amstelveen zur beliebtesten Wohnstadt der Niederlande gewählt. Gründe dafür sind die gute Erreichbarkeit, die Sicherheit, das reiche Kulturangebot und die Nähe zu Amsterdam.
Amstelveen ist ursprünglich ein kleines Bauerndorf, das jedoch wegen der günstigen Lage nahe Amsterdam im 20. Jahrhundert stark gewachsen ist.

## Lage und Wirtschaft

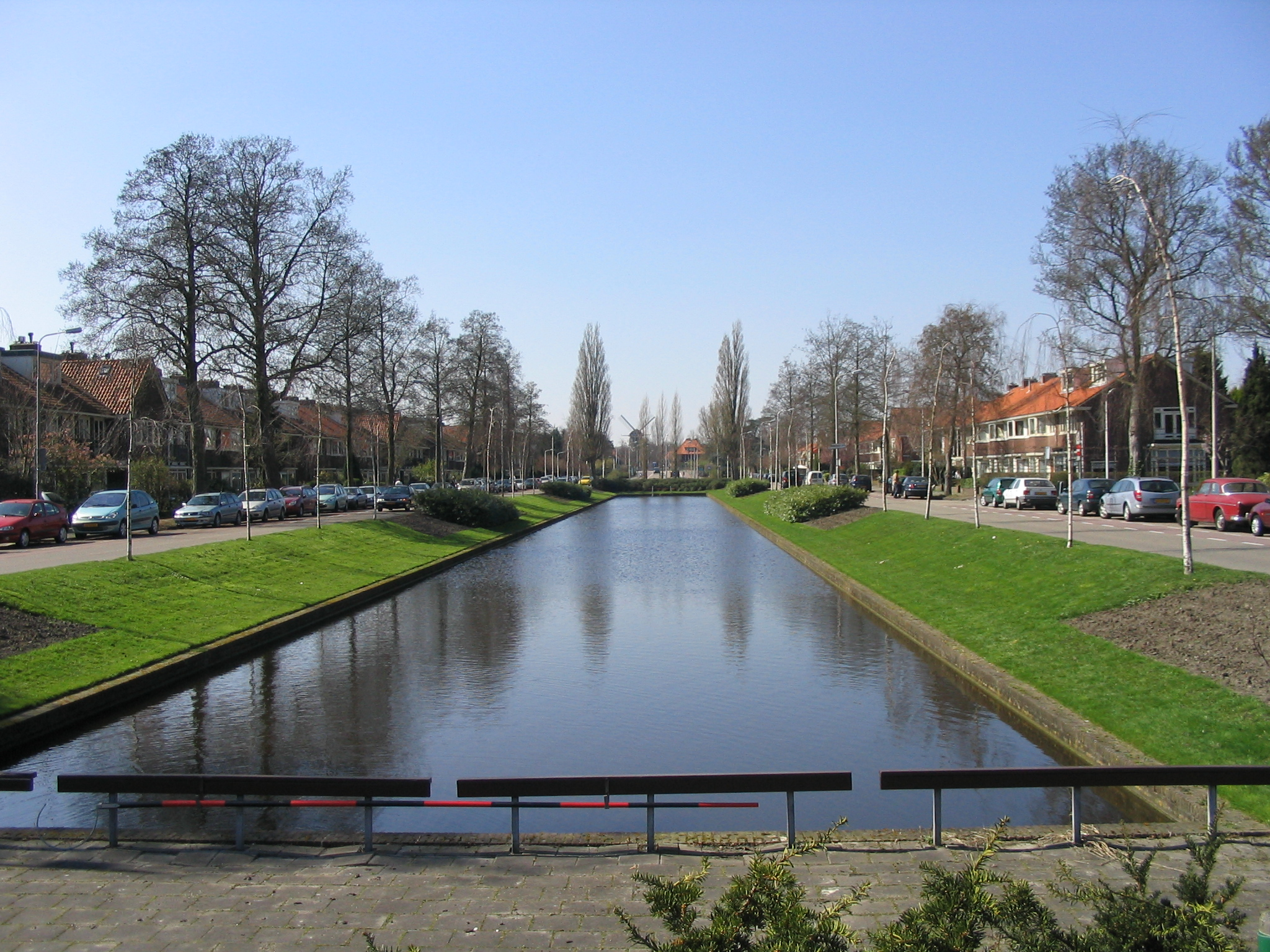
In Amstelveen

Amstelveen ist ein Vorort im Süden von Amsterdam und grenzt an die niederländische Hauptstadt. Westlich von Amstelveen liegt der Flughafen Schiphol. Im Ort befinden sich eines der Amsterdamer Krankenhäuser und das Verwaltungsgebäude der Luftfahrtgesellschaft KLM.
Insgesamt waren 2006 6062 Betriebe in Amstelveen gemeldet, davon 7 Prozent Industriebetriebe und 76 Prozent Dienstleistungsbetriebe. Die Landwirtschaft hat nur einen Anteil von einem Prozent. 2000 Einwohner waren arbeitslos.

## Verkehr

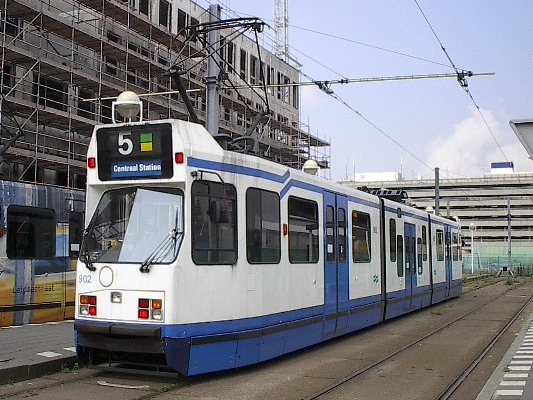
Linie 5 in Amstelveen

Amstelveen wird in Ost-West-Richtung von der Autobahn A9 durchquert. Über die Abfahrten 4 und 5 erreicht man die Stadt. Im Norden verläuft die A10. Die wichtigste Nord-Süd-Verbindung ist die Beneluxbaan, eine Stadtautobahn, in deren Mittelstreifen die Straßenbahnlinien 5 und 25 der GVB verlaufen. Die Südtangenten-Buslinie verbindet Amstelveen mit Amsterdam-Zuidoost, Schiphol, Haarlem und Hoofddorp. Daneben gibt es noch dreizehn weitere Buslinien, die von dem Beförderungsunternehmen Connexxion fast alle auf dem Busbahnhof Amstelveen im Stadhart zusammentreffen.
Seit 1950 hat Amstelveen keine Eisenbahnverbindung mehr, ist aber von den Bahnhöfen Amsterdam-Zuid, Bijlmer ArenA und Schiphol gut zu erreichen.

## Sehenswürdigkeiten

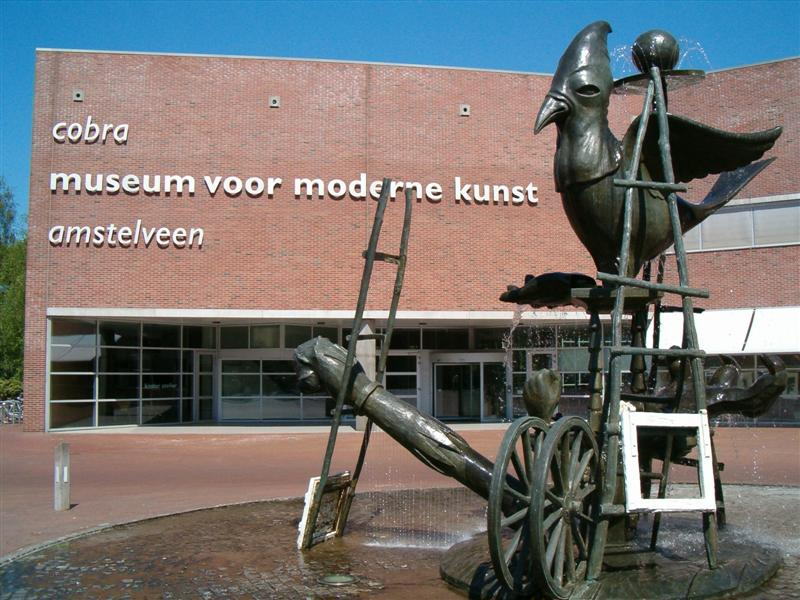
Cobra Museum in Amstelveen

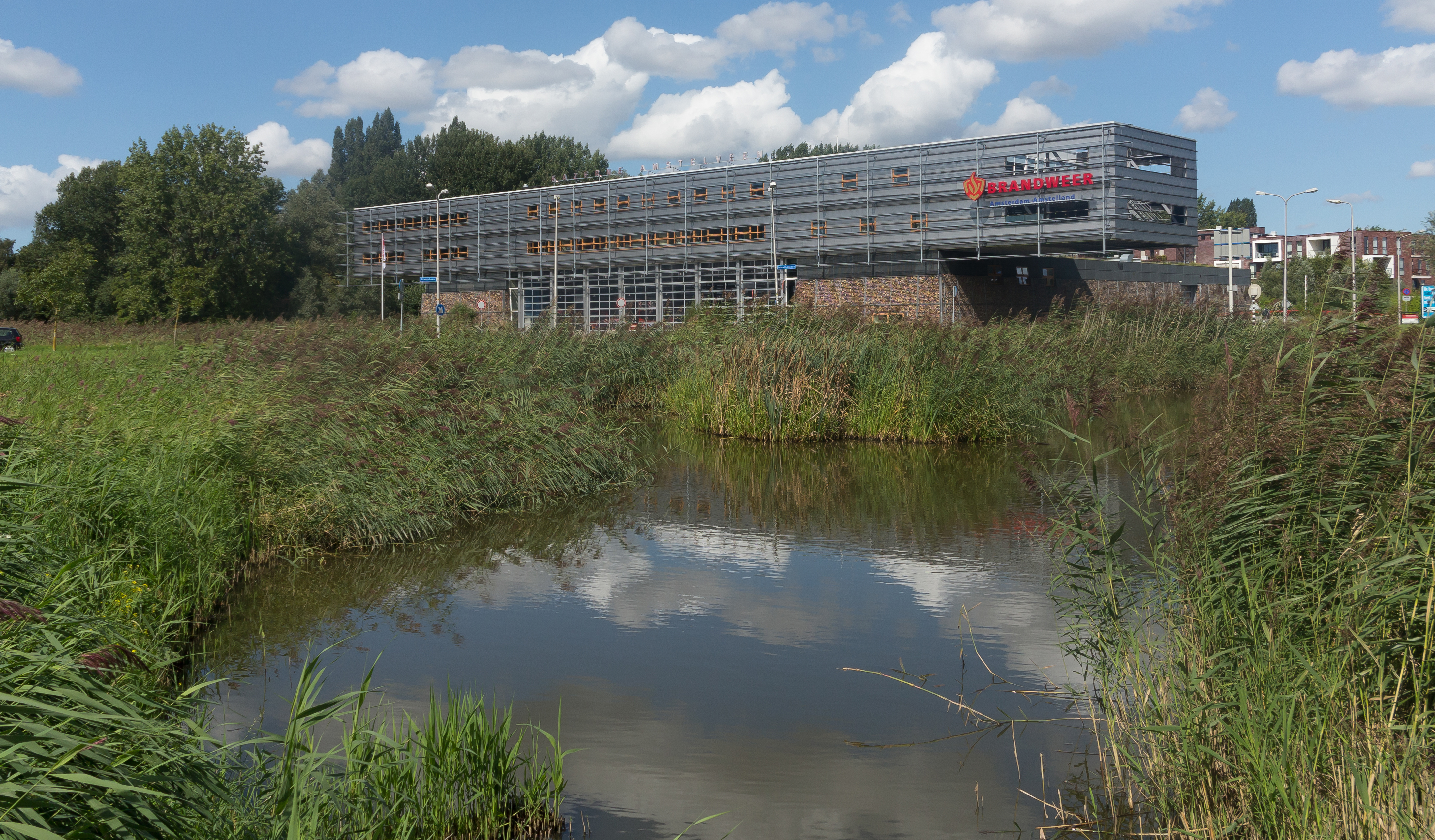
Die Feuerwache in Amstelveen

Amstelveen hat einige Parkanlagen, darunter den Amsterdamse Bos, der an der Westseite zwischen Amstelveen und Amsterdam liegt. Er umfasst ungefähr 900 Hektar. Die Parkanlage existiert seit 1930 und wurde von Arbeitslosen angelegt, denen die Stadt während der Weltwirtschaftskrise eine Beschäftigung geben wollte. Jährlich finden auf der Bosbaan, einer Regattastrecke, mehrere Ruderregatten statt. Auch Drachenbootwettkämpfe – wie die 9th European Nations Championships 2010 – werden und wurden durchgeführt. Auch ein Freilufttheater, Manegen, Campingplatz, Cafés und Restaurants sind in dem weiträumigen Erholungsgelände vorhanden. Im Südwesten liegen der kleine und der große Poel. Neben vielen anderen Sportstätten befindet sich dort auch das Wagener-Stadion, in den regelmäßig nationale und internationale Hockeyturniere stattfinden. Von Ostern bis Oktober verkehrt jeden Sonntag die Historische Tram der Electrische Museumtramlijn Amsterdam. Im Stadshart befindet sich das Cobra Museum mit CoBrA-Kunst. Im Innenhof wurde von dem Künstler Tajiri ein japanischer Steingarten angelegt. Im alten Dorf Amstelveen kann man im Museum Jan van der Togt Moderne Kunst besichtigen.

## Sport
In Amstelveen befindet sich mit dem VRA Cricket Ground ein internationales Cricket-Stadion. Hier bestreitet die Niederländische Cricket-Nationalmannschaft regelmäßig Spiele gegen andere Mannschaften. Im VRA Cricket Ground fand während des Cricket World Cup 1999 eine Partie statt.
Im Wagener-Stadion finden regelmäßig nationale und internationale Hockeyturniere statt.

## Politik

### Sitzverteilung im Gemeinderat
Seit 1982 wird der Gemeinderat von Amstelveen folgendermaßen gebildet:
| Partei                            | Sitze a | Sitze a | Sitze a | Sitze a | Sitze a | Sitze a | Sitze a | Sitze a | Sitze a | Sitze a | Sitze a |
| Partei                            | 1982    | 1986    | 1990    | 1994    | 1998    | 2002    | 2006    | 2010    | 2014    | 2018    | 2022    |
| --------------------------------- | ------- | ------- | ------- | ------- | ------- | ------- | ------- | ------- | ------- | ------- | ------- |
| VVD                               | 14      | 12      | 11      | 10      | 12      | 10      | 9       | 9       | 9       | 10      | 8       |
| D66                               | 2       | 3       | 6       | 6       | 3       | 3       | 2       | 6       | 8       | 7       | 7       |
| Burgerbelangen Amstelveen         | –       | –       | –       | 5       | 3       | 6       | 5       | 4       | 4       | 4       | 5       |
| GroenLinks                        | –       | –       | 3       | 3       | 5       | 5       | 5       | 5       | 4       | 5       | 4       |
| PvdA                              | 6       | 8       | 6       | 4       | 6       | 5       | 8       | 5       | 3       | 3       | 3       |
| Actief voor Amstelveen            | –       | –       | –       | –       | –       | –       | –       | –       | –       | 2       | 2       |
| Goed voor Amstelveen              | –       | –       | –       | –       | –       | –       | –       | –       | –       | –       | 2       |
| SP                                | –       | –       | –       | –       | –       | –       | –       | 2       | 3       | 2       | 2       |
| CDA                               | 9       | 9       | 9       | 6       | 5       | 6       | 4       | 4       | 3       | 2       | 1       |
| 50PLUS                            | –       | –       | –       | –       | –       | –       | –       | –       | –       | –       | 1       |
| BVNL                              | –       | –       | –       | –       | –       | –       | –       | –       | –       | –       | 1       |
| ChristenUnie                      | –       | –       | –       | –       | –       | –       | 1       | 1       | 1       | 1       | 1       |
| Ouderen Combinatie Amstelveen     | –       | –       | –       | –       | –       | 0       | 1       | 1       | 2       | 1       | –       |
| VSP                               | –       | –       | –       | –       | –       | 0       | 1       | –       | –       | –       | –       |
| Algemeen Ouderen Verbond/Unie 55+ | –       | –       | –       | –       | 1       | –       | –       | –       | –       | –       | –       |
| Centrum Democraten                | –       | –       | –       | 1       | –       | –       | –       | –       | –       | –       | –       |
| Progressief Platform Amstelveen   | –       | 1       | –       | –       | –       | –       | –       | –       | –       | –       | –       |
| PSP                               | 1       | 0       | –       | –       | –       | –       | –       | –       | –       | –       | –       |
| PPR                               | 1       | –       | –       | –       | –       | –       | –       | –       | –       | –       | –       |
| Gesamt                            | 33      | 33      | 35      | 35      | 35      | 35      | 35      | 37      | 37      | 37      | 37      |

Anmerkungen

### Städtepartnerschaften
Amstelveen pflegt Städtepartnerschaften mit
- Bezirk Tempelhof-Schöneberg, Berlin, seit 1957
- Woking, Vereinigtes Königreich, seit 1983
- Óbuda-Békásmegyer (3. Bezirk von Budapest), Ungarn, seit 1991
- Villa El Salvador, Peru, seit 1997

## Söhne und Töchter der Stadt
- Aagje Deken (1741–1804), Dichterin
- Gerrit Willem van Blaaderen (1873–1935), Landschaftsmaler
- Henk Robijns (1883–1959), Karambolagespieler und Weltmeister
- Cornelius Jan van der Horst (1889–1951), Biologe
- Frits Wiersma (1894–1984), Radrennfahrer und Schrittmacher
- Hugo Tetrode (1895–1931), Physiker
- Hans van Manen (* 1932), Choreograph
- Nico Spits (* 1943), Hockeyspieler
- Annemarie Roelofs (* 1955), Posaunistin, Bratscherin
- Mathilde Santing (* 1958), niederländische Sängerin
- Rob van Essen (* 1963), Schriftsteller, Übersetzer und Literaturkritiker
- Jolanda de Rover (* 1963), Schwimmerin und Olympiasiegerin
- Famke Janssen (* 1964), Schauspielerin
- Daphne Jongejans (* 1965), Wasserspringerin
- Edwin Jongejans (* 1966), Wasserspringer
- Nicole Muns-Jagerman (* 1967), Tennisspielerin
- Maarten Ornstein (* 1967), Jazzsaxophonist und -klarinettist
- Guido Snel (* 1972), Literaturwissenschaftler und Schriftsteller
- Michael Reiziger (* 1973), Fußballspieler
- Lisanne de Roever (* 1979), Hockeyspielerin
- Michiel Huisman (* 1981), Schauspieler
- Marlies Smulders (* 1982), Ruderin
- Tessa Bremmer (* 1983), Handballerin
- Tim Veldt (* 1984), Radrennfahrer
- Robbert Schilder (* 1986), Fußballspieler
- Anne Rats (* 1987), Schauspielerin
- Kitty van Male (* 1988), Hockeyspielerin
- Samantha Barning (* 1989), Badmintonspielerin
- Kelly Jonker (* 1990), Hockeyspielerin und Olympiateilnehmerin
- Lianne de Vries (* 1990), Fußballspielerin
- David Pel (* 1991), Tennisspieler
- Iris Tabeling (* 1991), Badmintonspielerin
- Tinka Offereins (* 1993), Ruderin
- Kira Toussaint (* 1994), Rücken- und Freistilschwimmerin
- Martin Garrix (* 1996), DJ und Musikproduzent
- Jeffrey de Lange (* 1998), Fußballspieler
- Felice Albers (* 1999), Hockeyspielerin
- Lisa Doorn (* 2000), Fußballspielerin
- Lars Kooij (* 2000), Handballspieler
- Tijmen van Loon (* 2001), Bahnradsportler
- Wessel Mouris (* 2002), Radrennfahrer
- Isabel van den Berg (* 2005), Sprinterin